# Neacomys serranensis
Neacomys serranensis — вид ссавців гризунів родини хом'якових (Cricetidae). Це ендемік Serranía de los Yariguíes (Колумбія). Черевна шерсть кольору вохри. Видова назва serranensis, є як посиланням на Serranía, так і даниною пам’яті професору Віктору Уго Серрано з Індустріального університету Сантандера.